# فيليب بيريجان
فيليب فرانسيس بيريجان (بالإنجليزية: Philip Berrigan)‏ (5 أكتوبر 1923- 6 ديسمبر 2002) هو ناشط سلام أمريكي وكاهن في الكنيسة الكاثوليكية الرومانية؛ انخرط في العصيان المدني السلمي في قضية السلام ونزع الأسلحة النووية وغالبًا ما كان يعتقل، تزوج راهبة سابقة وهي إليزابيث ماك أليسيتير عام 1972، حيث تواصلا سابقًا عبر الكنيسة الكاثوليكية، وخلال زواجهما الذي دام 29 عامًا فرقتهما فترة أو فترتي سجن لمدة 11 عامًا.

## النشأة
ولد بيريجان في تو هاربورز في مينيسوتا وهي بلدة عمال مناجم من الطبقة المتوسطة في وسط الغرب؛ له 5 أخوة من بينهم اليسوعي وزميله ناشط السلام والشاعر دانيال بيريجان؛ وأمه فريدا (كنيتها قبل الزواج فرومهارت) وهي تنحدر من أصول ألمانية ومتديّنة جدًا؛ ووالده توم بيريجان، كان كاثوليكيا أيرلنديًا من الجيل الثاني وعضوًا في اتحاد التجارة وناشطًا اجتماعيًا ومهندس سكك حديد.
تخرج فيليب من الثانوية في سيراكوز في نيويورك وتوظف بعدها في تنظيف القطارات في خطوط نيويورك الحديدية المركزية؛ ولعب مع فريق بيسبول نصف محترف؛ وفي عام 1943 وبعد فصل دراسي في كلية سانت ميشيل في تورنتو، سحب فيليب إلى مهمة قتالية في الحرب العالمية الثانية؛ وخدم في قوات المدفعية في معركة بلجيكا (1945) ولاحقا أصبح ملازما في قوات المشاة؛ تأثر بشدة بتعرضه لعنف الحرب وعنصرية معسكر التدريب في جنوب الولايات المتحدة.
تخرج فيليب حاملًا الإجازة في اللغة الإنجليزية من جامعة الصليب المقدس، وهي جامعة يسوعية في ورشيستر في ماساشوسيتس، وفي عام 1950، انضم إلى جمعية سانت جوزيف وتعرف بشكل أكبر باسم الآباء اليوسفيين، وهي جمعية دينية من الكهنة والأخوة من خارج الكنيسة كرسوا أنفسهم لخدمة المنحدرين من أصول أفريقية الذين كانوا ما يزالون يعانون من آثار العبودية والتفرقة العنصرية اليومية في الولايات المتحدة؛ وبعد دراسته في المدرسة اللاهوتية للجمعية وهي معهد لاهوت سانت جوزيف في واشنطن، رُسم كاهنا عام 1955، وتابع للحصول على درجة في التعليم الثانوي في جامعة لويولا الجنوبية 1957، ثم ماجستير في الآداب من جامعة سافير عام 1960 خلال الوقت الذي بدأ فيه بالتدريس.

وبالإضافة لمسؤولياته الأكاديمية، أصبح بيريجان ناشطًا في حركة حقوق الإنسان، حيث تظاهر ضد الفصل العنصري وشارك في اعتصامات ومقاطعة الباصات؛ كتب فيه أخوه دانيال:
منذ البدء، وقف مع فقراء البلد؛ رفض الموقف التقليدي المنعزل للكنيسة في مجتمعات السود، كما كان علمانيًا أبدًا، رأى في الكنيسة مصدرًا واحدًا يستحضر نور الإنجيل وحضور الشجاعة الخلاقة والأمل للتأثير على وقائع التفرقة البشعة.
سجن بيريجان لأول مرة عام 1962/1963، وخلال فترات حبسه العديدة كان غالبًا ما يعقد جلسات دارسة للإنجيل ويوفر دعمًا تعليميًا قانونيًا لباقي السجناء.

## روابط خارجية
- فيليب بيريجان على موقع IMDb (الإنجليزية)
- فيليب بيريجان على موقع الموسوعة البريطانية (الإنجليزية)